# Colegio Nacional Enrique Nvó Okenve
Das Colegio Nacional Enrique Nvó Okenve (oder Enrique Nvó Okenve National College) ist ein College in Äquatorialguinea. Das College hat zwei Campūs in Bata (Hauptsitz) und Malabo.
Das College wurde 1959, noch unter der kolonialen Verwaltung von Spanisch-Guinea gegründet als Centro Laboral La Salle de Bata.
Nach der Unabhängigkeit 1968 wurde das College benannt zu Ehren von Enrique Nvó Okenve, einem Märtyrer der Unabhängigkeit und dem Gründer der Idea Popular de Guinea Ecuatorial. Okenves nationalistische Ideen und sein Aufstieg zur Macht in Gebieten des nördlichen Río Muni (Mbini) erregten die Aufmerksamkeit bei Generalgouverneur Faustino Ruiz González, der von Spanien ernannt worden war. Gerüchteweise hatte er Killer angeworben, die Okenve 1959 ermordeten.
Die Erneuerung des Campus in Malabo und die Neugestaltung des Campus in Bata wurde von United States Agency for International Development (USAID) finanziert.

## Persönlichkeiten
- Teodoro Obiang Nguema Mbasogo (Student in “La Salle de Bata”) – Militär und Politiker;[3]